# Christopher Voss
Christopher "Chris" Voss (nacido el 28 de noviembre de 1957) es un empresario, escritor y académico estadounidense. Voss es un ex negociador de rehenes del FBI, director ejecutivo de The Black Swan Group Ltd,  y coautor del libro Rompe la barrera del NO.  Es profesor adjunto en la Facultad de Derecho de Harvard, en la Escuela de Negocios McDonough de la Universidad de Georgetown y profesor en la Escuela de Negocios Marshall de la Universidad del Sur de California. 

## Primeros años y educación
Voss nació en Mt. Pleasant, Iowa .  Obtuvo una Licenciatura en Ciencias de la Universidad Estatal de Iowa y una Maestría en Administración Pública de la Escuela Kennedy de Harvard .   

## Carrera
Voss fue miembro del Grupo de Trabajo Antiterrorista Conjunto de la Ciudad de Nueva York de 1986 a 2000.  Participó en el monitoreo del complot para bombardear el complejo de edificios World Trade Center en Nueva York después de pasar tres años investigando el atentado del World Trade Center en 1993, siendo uno de los 500 agentes que participaron en la tarea.   Fue el "agente co-caso" durante la investigación de la explosión del vuelo 800 de TWA en 1996. 
En 1992, recibió entrenamiento en negociación de rehenes en la Academia del FBI . Pasó 24 años trabajando en la Unidad de Negociación de Crisis del FBI y fue el principal negociador internacional de rehenes y secuestros del FBI entre 2003 y 2007.    
En 2006, fue el negociador principal en el caso de Jill Carroll en Irak, así como en el caso de Steve Centanni en la Franja de Gaza .   Voss supervisó otros casos de rehenes en Filipinas, Colombia y Haití.   
Después de trabajar en más de 150 casos internacionales de rehenes, se retiró del FBI en 2007 y fundó The Black Swan Group.    El Grupo Black Swan actúa como consultor y capacitador tanto para empresas como para particulares, en habilidades de negociación.  Se convirtió en profesor adjunto en la Escuela de Negocios McDonough de la Universidad de Georgetown y profesor en la Escuela de Negocios Marshall de la USC .   
En 2016, Voss fue coautor del libro Rompe la barrera del NO: 9 principios para negociar como si te fuera la vida en ello, con el periodista Tahl Raz. 
Voss recibió el Premio del Fiscal General a la Excelencia en la Aplicación de la Ley, así como el Premio de la Asociación de Agentes del FBI  (en inglés: FBI Agents Association Award) al Servicio Distinguido y Ejemplar. 
Voss es un comentarista habitual en CNBC, CNN, MSNBC, Fox News y NPR .   También ha aparecido en Forbes, The New York Times, Inc., Variety y Time .  
En 2019, creó y narró una MasterClass, El Arte de la Negociación. 

## Libros
- Rompe la barrera del NO: 9 principios para negociar como si te fuera la vida en ello [22] (2016) ISBN 9781473535169
- The Full Fee Agent: How to Stack the Odds in Your Favor as a Real Estate Professional (2022) ISBN 1544536631
- Empathy and Understanding In Business (2024) ISBN 979-8986209791